# Castela
Castela es un género con unas 40 especies de plantas  perteneciente a la familia Simaroubaceae.

## Taxonomía
El género fue descrito por Pierre Jean François Turpin  y publicado en Annales du Muséum National d'Histoire Naturelle 7: 78. 1806.
Etimología
Castela: nombre genérico otorgado en honor del naturalista francés René Richard Louis Castel.

## Especies seleccionadas
- Castela emoryi
- Castela erecta
- Castela galapageia
- Castela nicholsoni
- Castela tortuosa